# Pablo Macías Valenzuela

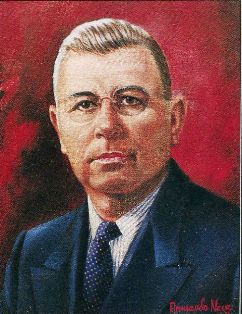
Pablo Macías Valenzuela

Pablo Emilio Macías Valenzuela (* 15. November 1891 in Las Cabras, El Fuerte, Sinaloa; † 30. April 1975 in Mexiko-Stadt) war ein mexikanischer Offizier der Streitkräfte und Politiker des Partido Revolucionario Institucional (PRI), der unter anderem von 1940 bis 1942 Minister für nationale Verteidigung (Secretario de la Defensa Nacional) sowie zwischen 1945 und 1950 Gouverneur von Sinaloa war. 1973 wurde ihm die Medalla Belisario Domínguez del Senado de la República verliehen, die höchste Auszeichnung der mexikanischen Regierung.

## Leben

### Mexikanische Revolution und Aufstieg zum Divisionsgeneral
Pablo Emilio Macías Valenzuela, Sohn von Pablo Macías und Ángela Valenzuela, war der ältere Bruder von General Anselmo Macías Valenzuela, der zwischen 1939 und 1943 Gouverneur des Bundesstaates Sonora war. Über seine schulische Ausbildung ist nichts bekannt. Während der Revolution unter General Álvaro Obregón trat er am 25. März 1912 als Leutnant in das 4. Irreguläre Bataillon von Sonora ein. Er wurde im Laufe der Revolution am 6. November 1912 zum Oberleutnant befördert und nahm zwischen 1912 und 1913 an 86 Gefechten gegen Truppen von General Victoriano Huerta und General Pascual Orozco teil. Er unterzeichnete am 12. März 1913 gemeinsam mit General Obregón, General Plutarco Elías Calles und seinem Bruder Anselmo Macías Valenzuela den Pan von Nacozari de García und wurde am 15. Oktober 1913 zum Hauptmann befördert. Am 20. Juni 1914 erfolgte seine Beförderung zum Major sowie am 11. März 1915 zum Oberstleutnant. 1915 nahm er als Offizier des 6. Bataillons von Sonora an Gefechten gegen Truppen von General Pancho Villa teil und wurde am 15. Dezember 1915 zum Oberst befördert. Als Kommandeur des 8. Sonora-Bataillons kämpfte er gegen die Yaquis und war daraufhin zwischen 1917 und 1918 Kommandeur des 23. Kavallerieregiments.
Macías Valenzuela wurde am 1. August 1920 Brigadegeneral und war 1922 erst Kommandeur militärischer Operationen in Baja California sowie 1923 in Sinaloa. 1923 nahm er an der Niederschlagung der Revolution von Adolfo de la Huerta teil und wurde am 16. Januar 1924 als Brigadegeneral in das Heer (Ejército Mexicano) der Streitkräfte übernommen. 1929 beteiligte er sich an der Niederschlagung der Rebellion von General José Gonzalo Escobar und übernahm zwischen 1935 und 1938 den Posten als Kommandeur der 29. Militärischen Zone in Minatitlán im Bundesstaat Veracruz. Zugleich wurde er am 16. Oktober 1937 zum Divisionsgeneral (General de División) befördert. Nachdem er Kommandeur der 4. Militärischen Zone in Hermosillo in Sonora sowie Kommandeur der 17. Militärischen Zone in Querétaro im gleichnamigen Bundesstaat war, war er von 1939 bis 1940 Kommandeur der 15. Militärischen Zone in Guadalajara in Jalisco sowie kurz darauf Kommandeur der 7. Militärischen Zone in Monterrey im Bundesstaat Nuevo León.

### Verteidigungsminister und Gouverneur von Sinaloa
Pablo Macías Valenzuela wurde am 1. Dezember 1940 von Präsident Manuel Ávila Camacho, der sein persönlicher Freund war, als Minister für nationale Verteidigung (Secretario de la Defensa Nacional) in dessen Kabinett berufen. Seine Ernennung zum Verteidigungsminister diente insbesondere der Würdigung und Vertretung der Interessen der Veteranen der Revolution. Er bekleidete dieses Ministeramt bis zum 31. August 1942, woraufhin General Lázaro Cárdenas del Río seine Nachfolge antrat. Nach seinem Ausscheiden aus der Regierung war er zwischen 1942 und 1945 Kommandeur der Militärregion Pazifik.
Am 1. Januar 1945 wurde Macías Valenzuela für eine sechsjährige Amtszeit Nachfolger von Teodoro Cruz als Gouverneur von Sinaloa. Ihm wurde von den Linken vorgeworfen, der intellektueller Urheber der Ermordung des regulären Gouverneurs Rodolfo Tostado Loaiza am 21. Februar 1944. Das Amt als Gouverneur von Sinaloa hatte er bis zum 31. Dezember 1950 inne und wurde daraufhin von Enrique Pérez Arce abgelöst. Nach Beendigung seiner Amtszeit als Gouverneur war er zwischen 1951 und seiner Ablösung durch Antonio Sánchez Acevedo 1955 Kommandeur der 1. Militärischen Zone in Mexiko-Stadt sowie im Anschluss als Nachfolger seiner Bruders Anselmo Macías Valenzuela von 1957 bis zu seinem Tode 1975 Leiter der Abteilung Militärische Pensionen im Ministerium für nationale Verteidigung. 1973 wurde ihm die Medalla Belisario Domínguez del Senado de la República verliehen, die höchste Auszeichnung der mexikanischen Regierung.